# Latinxua Sin Wenz
Latinxua Sin Wenz (chinesisch 拉丁化新文字, Pinyin Lādīnghuà Xīn Wénzì – „Latinisierte Neue Schrift“) ist eine lateinische Schrift für das Chinesische, die in den 1920er-Jahren in der Sowjetunion entwickelt und bis Anfang der 1950er-Jahre teilweise auch in China verwendet wurde. Die derzeit offizielle Umschrift Hànyǔ Pīnyīn ist an Sin Wenz angelehnt.

## Geschichte
Nachfolgend alle Schriftzeichen als Langzeichen

In den 1920er-Jahren lebten im Fernen Osten der Sowjetunion etwa 100 000 Chinesen. 1929/1930 entwickelten Qū Qiūbái, Wsewolod S. Kolokolow und Alexander A. Dragunow in Moskau gemeinsam eine Lateinschrift für das Chinesische, um die Chinesen in der Sowjetunion, von denen die meisten bis dahin Analphabeten waren, zu alphabetisieren. Der Entwurf wurde 1930 unter dem Titel Zhongguo Latinhuadi zemu / Китайская латинизированная азбука veröffentlicht. Qū Qiūbái kehrte 1931 nach China zurück. Kolokolow und Dragunow sowie Wú Yùzhāng, Wassili M. Alexejew, Alexander G. Schprinzin, I. G. Lajchter, Naum I. Ljubin und andere setzten seine Arbeit an der Lateinschrift an der Sowjetischen Akademie der Wissenschaften in Leningrad fort. Der Entwurf dieser Gruppe wurde der Ersten Delegiertenkonferenz für eine Neue Chinesische Schrift, die vom 26. bis 29. September 1931 mit mehr als zweitausend Teilnehmern in Wladiwostok tagte, vorgelegt und von dieser angenommen. Er erhielt die Bezeichnung Zhongguo Latinxua Sin Wenz, kurz Sin Wenz. Die Schrift war für Sprecher nordchinesischer Dialekte konzipiert und wurde deshalb auch Beifangxua Latinxua Sin Wenz genannt. In der Folge wurden ähnliche Alphabete auch für andere chinesische Dialekte entwickelt.
Sin Wenz verbreitete sich schnell, und in der Sowjetunion wurden zahlreiche Bücher in dieser Schrift veröffentlicht. In Chabarowsk erschien eine Wochenzeitschrift in Sin Wenz. Ab 1929 verbreitete sich Sin Wenz auch in China und wurde dort u. a. von Lǔ Xùn, Cài Yuánpéi, Guō Mòruò, Máo Dùn und Bā Jīn unterstützt. Das Guomindang-Regime verbot Sin Wenz. In den von der Kommunistischen Partei Chinas kontrollierten Gebieten wurde Sin Wenz gefördert und z. T. für die Telegrafie eingesetzt. 1940 wurde in Yan’an mit Unterstützung von Máo Zédōng, Dǒng Bìwǔ, Dīng Líng, Zhū Dé, Wáng Míng u. a. eine Sin-Wenz-Studiengesellschaft gegründet. Am 25. Dezember 1940 erließ die kommunistische Regierung folgendes Dekret:
1. Ab 1. Januar 1941 wird Sin Wenz denselben rechtlichen Status haben wie die chinesischen Schriftzeichen. Alle offiziellen Dokumente, kaufmännischen Bücher und andere Dokumente, die in Sin Wenz verfasst sind, werden ebenso gültig sein wie jene, die in chinesischen Schriftzeichen verfasst sind.
2. Ab 1. Januar 1941 werden alle Verlautbarungen und Gesetze der Regierung sowohl in Schriftzeichen als auch in Sin Wenz veröffentlicht.
3. Ab 1. Januar 1941 werden alle Dokumente in Sin Wenz, die an die Regierung des Grenzgebietes geschickt werden, Gültigkeit haben.[4]

Im Februar 1956 veröffentlichte das Chinesische Schriftreformkomitee einen »Entwurf eines Projektes einer chinesischen Lautschrift« – 《漢語拼音方案（草案）》, der stark an Sin Wenz angelehnt war. Im August 1956 gab das Komitee zwei Vorschläge heraus, aus denen die heute bekannte Umschrift Hànyǔ Pīnyīn hervorging, die Anfang 1958 beschlossen wurde.

## Aufbau
Sin Wenz verwendet keine diakritischen Zeichen und wird ohne Tonbezeichnungen geschrieben.

### Anlaute
Wie im Pinyin wird für ein nicht-aspiriertes/aspiriertes Konsonantenpaar (z. B [p]/[pʰ]) ein Buchstabenpaar verwendet, das in europäischen Sprachen stimmhafte und stimmlose Konsonanten beschreibt (z. B. b/p). Die folgende Schreibweise ist in Sin Wenz und Pinyin identisch, ausgenommen das „rh“, das in Pinyin einfach „r“ geschrieben wird.
| Aussprache (IPA) | [p] | [pʰ] | [m] | [f] | [t] | [tʰ] | [n] | [l] | [ʂ] | [tʂ] | [tʂʰ] | [ʐ] |
| Sin Wenz:        | b   | p    | m   | f   | d   | t    | n   | l   | sh  | zh   | ch    | rh  |

Bei den anderen Konsonanten ist der Fall komplizierter:
Der Aussprachestandard, der Sin Wenz zugrunde liegt, unterscheidet zwischen palatalen und alveolaren Anlauten, so wie dies im prestigeträchtigen Dialekt von Nanjing der Fall ist, aber u. a. auch in den Dialekten von Shijiazhuang, Qingdao und Zhengzhou. Die heutige Standardaussprache – und damit die offizielle Pinyin-Umschrift – beruht auf dem Dialekt von Peking. Daher gibt es keine Eins-zu-eins-Entsprechungen zwischen Sin Wenz und Pīnyīn (vgl. Abschnitt „Sonderregeln für einzelne Wörter“). Betroffen sind die drei Konsonantenpaare (g,z), (k,c) und (x/h,s), die im heutigen Standardchinesisch vor dem i- und dem ü-Laut zusammenfallen:
|                     | vor a, e, o, u | vor a, e, o, u | vor a, e, o, u | vor a, e, o, u | vor a, e, o, u | vor a, e, o, u | vor i, ü | vor i, ü | vor i, ü | vor i, ü | vor i, ü | vor i, ü |
| Aussprache Sin Wenz | [k]            | [ts]           | [kʰ]           | [tsʰ]          | [x]            | [s]            | [tɕ]     | [ts]     | [tɕʰ]    | [tsʰ]    | [ɕ]      | [s]      |
| heutiger Standard   | [k]            | [ts]           | [kʰ]           | [tsʰ]          | [x]            | [s]            | [tɕ]     | [tɕ]     | [tɕʰ]    | [tɕʰ]    | [ɕ]      | [ɕ]      |
| Sin Wenz:           | g              | z              | k              | c              | x              | s              | g        | z        | k        | c        | x        | s        |
| Pīnyīn:             | g              | z              | k              | c              | h              | s              | j        | j        | q        | q        | x        | x        |
| Beispiele:          |                |                |                |                |                |                | 幾       | 積       | 氣       | 七       | 希       | 西       |

In Sin Wenz bezeichnet also das „g“ in „ga“ und „gi“ unterschiedliche Konsonanten: [k] und [tɕ], das „z“ hingegen stets [ts]. In der heutigen Standardaussprache wird [ts] vor i (und ü) zu [tɕ] palatisiert. Pinyin verwendet dafür zusätzlich zu „g“ und „z“ für [tɕ] den Buchstaben „j“. Die dadurch in Pinyin frei gewordene Kombination „zi“ wird für den „apikalen“ Vokal (siehe unten) verwendet. Analog ist es bei den anderen beiden Konsonantengruppen. (Das Schema wäre noch regelmäßiger, wenn Sin Wenz „h“ anstelle von „x“ verwenden würde. Da es in Sin Wenz aber die Silben „s“, „c“ und „z“ gibt, träten dann Mehrdeutigkeiten auf, wenn auf eine dieser Silben eine Silbe mit Anlaut „h“ folgt.)
Anlaute plus Auslaute mit -y-:
| Zeichen:  | 局 | 聚 | 去 | 取 | 捐   | 鎸   | 勸   | 全   | 決  | 絕  | 覺  | 嚼  | 缺  | 確  | 雀  | 軍  | 俊  |
| Sin Wenz: | gy | zy | ky | cy | gyan | zyan | kyan | cyan | gye | zye | gyo | zyo | kye | kyo | cyo | gyn | zyn |
| Pīnyīn:   | ju | ju | qu | qu | juan | juan | quan | quan | jue | jue | jue | jue | que | que | que | jun | jun |

Anlaute plus Auslaute mit -i-:
| Zeichen:  | 幾 | 積 | 氣 | 七 | 希 | 西 | 家  | 恰  | 見   | 漸   | 牽   | 千   | 現   | 先   | 江    | 將    | 腔    | 槍    | 鄉    | 想    | 教   | 勦   | 巧   | 瞧   | 曉   | 小   | 階  | 節  | 切  | 且  | 鞋  | 些  | 斤  | 進  | 琴  | 親  | 欣  | 新  | 京   | 精   | 輕   | 青   | 行   | 星   | 久  | 就  | 求  | 秋  | 休  | 修  |
| Sin Wenz: | gi | zi | ki | ci | xi | si | gia | kia | gian | zian | kian | cian | xian | sian | giang | ziang | kiang | ciang | xiang | siang | giao | ziao | kiao | ciao | xiao | siao | gie | zie | kie | cie | xie | sie | gin | zin | kin | cin | xin | sin | ging | zing | king | cing | xing | sing | giu | ziu | kiu | ciu | xiu | siu |
| Pīnyīn:   | ji | ji | qi | qi | xi | xi | jia | qia | jian | jian | qian | qian | xian | xian | jiang | jiang | qiang | qiang | xiang | xiang | jiao | jiao | qiao | qiao | xiao | xiao | jie | jie | qie | qie | xie | xie | jin | jin | qin | qin | xin | xin | jing | jing | qing | qing | xing | xing | jiu | jiu | qiu | qiu | xiu | xiu |

### Auslaute
| IPA:      | a | ai̯ | an | ɑŋ  | ɑu̯ | ɤ | ei̯ | ən | ʌŋ  | i | ja | jɛn | jɑŋ  | jɑu̯ | jɛ | in | iŋ  | jou̯ | o | ou̯ | u | wa | wai̯ | wan | wɑŋ  | wei̯ | un | ʊŋ  | wo | y   | ɥɛn | ɥɛ    | ɥo    | yn    | yŋ/ɥʊŋ |
| Sin Wenz: | a | ai | an | ang | ao | e | ei | en | eng | i | ia | ian | iang | iao | ie | in | ing | iu  | o | ou | u | ua | uai | uan | uang | ui  | un | ung | uo | y   | yan | ye    | yo    | yn    | yng    |
| Pīnyīn:   | a | ai | an | ang | ao | e | ei | en | eng | i | ia | ian | iang | iao | ie | in | ing | iu  | o | ou | u | ua | uai | uan | uang | ui  | un | ong | uo | ü/u | üan | üe/ue | üe/ue | ün/un | iong   |

Silben, die auf die »apikalen« Vokale [z̩] oder [ʐ̩] auslauten, werden ohne besondere Auslautbuchstaben geschrieben:
| IPA:      | tsz̩ | tsʰz̩ | sz̩ | tʂʐ̩ | tʂʰʐ̩ | ʂʐ̩  | ʐʐ̩ |
| Sin Wenz: | z   | c    | s  | zh  | ch   | sh  | rh |
| Pīnyīn:   | zi  | ci   | si | zhi | chi  | shi | ri |

### Sonderregeln für Silben ohne Anlaut
Wenn in mehrsilbigen Wörtern eine Silbe, die nicht am Wortanfang steht, mit einem Vokal beginnt, gibt es verschiedene Änderungen:
- Wenn die Silbe mit i beginnt, wird das i durch ein j ersetzt, sofern es ein Gleitlaut ist; es wird ein j eingefügt, wenn das i der Hauptvokal ist.

| Zeichen:[5]  | 烏鴉 | 主要的    | 半夜裏   | 香油     | 山羊     | 沒有   | 注意  | 原因    | 電影     |
| Sin Wenz:[6] | uja  | zhujaodi  | banjeli  | xiangju  | shanjang | meijou | zhuji | yanjin  | dianjing |
| Pīnyīn:      | wūyā | zhǔyào de | bànyè lǐ | xiāngyóu | shānyáng | méiyǒu | zhùyì | yuányīn | diànyǐng |
- Wenn die Silbe mit y beginnt und die voranstehende Silbe auf einen Konsonant endet, wird ein j eingefügt:

| Zeichen:[5]  | 關於   | 請願     | 四月  | 命運    |
| Sin Wenz:[6] | guanjy | cingjyan | sjye  | mingjyn |
| Pīnyīn:      | guānyú | qǐngyuàn | sìyuè | mìngyùn |
Wenn die voranstehende Silbe hingegen auf einen Vokal auslautet, wird die folgende Silbe unverändert mit y geschrieben:
duiy 對於, weiyan 委員
- Wenn die Silbe mit u beginnt, wird ein w eingefügt:

duiwu 隊伍, iwu 義務, xiawu 下午, fangwu 房屋
- Wenn die Silbe mit a, e oder o beginnt, wird ein Apostroph eingefügt:

ping’an 平安 vs. pingan 拼乾
pi’ao 皮襖 vs. piao 票
Su’o 蘇俄 vs. suo 索

### Sonderregeln für einzelne Wörter
Für einige leicht zu verwechselnde Wörter werden unterschiedliche Schreibweisen verwendet:
- yanz 院子 vs. yaanz 園子
- liz 栗子 vs. liiz 李子
- nungfu 農夫 vs. nungfuu 農婦
- nar 那兒 vs. naar 哪兒
- ta 他 vs. taa 她
- mai 賣 vs. maai 買
- Shansi 山西 vs. Shaansi 陝西
- zai 在 vs. zaai 再[6]
- da 大 vs. daa 打
- iu 又 vs. iou 有[1]

## Beispiel
Textauszug aus Sin Wenz Rhumen 《新文字入門》 – Einführung in Sin Wenz.
| Sin Wenz | Chinesische Zeichen                                                                                                  | Pīnyīn |
| --- | --- | --- |
| Meiguo Shjedi Gungrhen | 美國失業的工人 | Měiguó shīyè de gōngrén |
| Rhen dushuo Meiguo sh ding iouciandi guogia, kish-ni, ta ie xiang Peiping di xuanggung sdi, biaomian kankilai kuoki gila, zou ginky ikan shmo ie meijou.                                       | 人都説美國是頂有錢的國家，其實呢，他也像北平[的]皇宮似的，表面看起來闊氣極啦，走進去一看什麽也沒有。                 | Rén dōu shuō Měiguó shì dǐng yǒuqián de guójiā, qíshí ne, tā yě xiàng Běipíng de huánggōng shìde, biǎomiàn kànqǐlái kuòqi jí la, zǒujìnqu yī kàn shénme yě méiyǒu.                                    |
| Zhe ginian shgieshang du naokyng. Dungsi mai bu chuky gungchang guanmen, gungrhen giu shjeliao. Meiguo ie sh ijang, ginnian suirhan xao idian, kish gungrhen xo nungmin bi cianginian geng ku. | 這幾年世界上都閙窮。東西賣不出去，工廠關門，工人就失業了。美國也是一樣，今年雖然好一點，其實工人和農民比前幾年更苦。 | Zhè jǐ nián shìjiè shàng dōu nàoqióng. Dōngxi màibùchūqu, gōngchǎng guānmén, gōngrén jiù shīyè le. Měiguó yě shì yīyàng, jīnnián suīrán hǎo yīdiǎn, qíshí gōngrén hé nóngmín bǐ qián jǐ nián gèng kǔ. |